# カンカン (映画)
『カンカン』（Can-Can）は、1960年のアメリカ合衆国の映画。出演はフランク・シナトラなど。

## キャスト
※括弧内は日本語吹替（初回放送1972年12月3日『日曜洋画劇場』）
- フランソワ・デュルネ：フランク・シナトラ（家弓家正）
- シモーヌ・ピスタシュ：シャーリー・マクレーン（小原乃梨子）
- ポール・バリエール判事：モーリス・シュヴァリエ（中村正）
- フィリップ・フォレスティエ判事：ルイ・ジュールダン（前田昌明）
- クローディン：ジュリエット・プラウズ（浅井淑子）

## スタッフ
- 監督：ウォルター・ラング
- 製作：ジャック・カミングス、ソウル・チャップリン
- 原作：エイブ・バロウズ
- 脚本：ドロシー・キングスレイ、チャールズ・レデラー
- 撮影：ウィリアム・H・ダニエルズ
- 編集：ロバート・L・シンプソン
- 楽曲：コール・ポーター
- 音楽：ネルソン・リドル